# Occhi blu (film 2021)
Occhi blu è un film del 2021 diretto da Michela Cescon.

## Trama
Un rapinatore solitario, in sella a potenti moto ogni volta diverse, compie 33 rapine in tre mesi. Al termine di ogni rapina fugge a folle velocità tra le vie di Roma riuscendo sempre a seminare i suoi inseguitori. Nemmeno la presenza di telecamere riesce a identificarlo. Il caso è affidato al commissario Murena, che, non riuscendo a svelarne l'identità, chiede aiuto a un suo amico parigino, un ex commissario detto il Francese noto per la grande perspicacia psicologica e per aver risolto molti casi considerati impossibili. L'unico che non è riuscito a risolvere è quello che riguarda sua figlia, uccisa da un motociclista. Ogni anno, in occasione del triste anniversario l'uomo ritorna a Roma, dove abita ancora la moglie.
Il Francese, dopo aver analizzato il caso del misterioso rapinatore, capisce chi si cela dietro il casco del motociclista: si tratta di Valeria, persona insospettabile e di grande intelligenza, che si nasconde dietro un lavoro da impiegata. È una donna in fuga, rapina per sfida e dei soldi non sa che farsene. Il Francese intraprende una sfida con lei e riesce anche a incontrarla e a parlarle ricevendone informazioni utili a catturare il responsabile della morte della figlia. L'assassino è Marco, bello e feroce che ruba e trucca le moto da utilizzare per ogni colpo, complice subdolo di Valeria e ammaliato dalla donna. A questo punto subentra un accordo di scambio tra l'ispettore Murera e il Francese: Marco a lui e Valeria all'ispettore. Il Francese si reca nell'officina di Marco e si vendica uccidendo l'uomo e portando poi il cadavere del meccanico alla moglie con la quale lo sotterra nel giardino della casa della donna. Valeria, invece, riesce di nuovo a scappare, dopo un pazzo inseguimento e dopo aver gettato la moto nel Tevere. La vita continua: il Francese sentendosi finalmente libero osserva serenamente il mare e Valeria va dall'oculista.

## Distribuzione
Il film è stato distribuito nelle sale cinematografiche italiane a partire dall'8 luglio 2021.